# الدوري الإيطالي لكرة السلة الدرجة الثانية 2015–16
الدوري الإيطالي لكرة السلة الدرجة الثانية 2015–16 (بالإيطالية: Serie A2 2015-2016)‏ هو موسم من الدوري الإيطالي لكرة السلة الدرجة الثانية. أقيم خلال الفترة 4 أكتوبر 2015 وحتى 24 يونيو 2016، وفاز فيه Pallacanestro Brescia ‏.